# Mycena citricolor
Mycena citricolor es un hongo de la familia Mycenaceae, se encuentran en las hojas de las plantas de café, se lo conoce como ojo de gallo, se han encontrado solamente en el hemisferio occidental, por encima de los 1000 metros de altura sobre el nivel del mar, la baja luminosidad (exceso de sombra) y la humedad favorecen la aparición de este hongo, considerado una enfermedad de los cafetales y es combatido para salvar las plantaciones.